# Финансовый кризис в Беларуси (2011)
Экономический кризис 2011 года в Беларуси — комплекс явлений в экономике страны, вызванный многолетним отрицательным сальдо торгового баланса и издержками элементов административно-командной системы в экономике, и обострившийся из-за ажиотажного спроса на иностранную валюту и повышения заработной платы перед президентскими выборами 2010 года (см. #Причины кризиса).
Кризис проявляется в нехватке валюты, падении рентабельности импорта, росте цен и падении покупательной способности населения вследствие более чем 50%-ной девальвации белорусского рубля (см. #Последствия). Несмотря на проведение девальвации и введение антикризисного регулирования экономики, кризисные явления не исчезли, а инфляция многократно превысила прогнозные показатели (см. #Инфляция и денежные вклады). Большинство независимых экспертов считают, что без проведения структурных реформ ситуация продолжит ухудшаться (см. #Перспективы). Кроме того, из-за проводимого руководством страны курса возникли проблемы с получением иностранных кредитов (см. #Привлечение кредитов).
В результате кризиса установленный Нацбанком курс доллара за 2011 год вырос с 3000 до 8500 белорусских рублей, совокупная девальвация только за десять месяцев составила 189 %. Из-за отсутствия валюты в обменных пунктах в марте-апреле сформировался чёрный рынок, где курс доллара достиг 8000-9000 рублей к сентябрю. Свободный курс в обменных пунктах (с 14 сентября 2011 года), по которому можно купить наличную валюту, и курс на торгах Белорусской валютно-фондовой биржи удерживаются на уровне около 8500 рублей, то есть в три раза выше курса на начало года (см. #Изменение курса доллара США в белорусских рублях). Для физических лиц указом президента Беларуси от 6 октября 2011 года было введено требование предъявлять документ, удостоверяющий личность, при покупке иностранной валюты (отменено в мае 2017 года).
Инфляция за 2011 год составила 108,7 %, базовая инфляция (без учёта цен на товары и услуги, регулируемые государством и сезонно изменяющиеся) за январь-октябрь — 118,1 %. Это самый высокий показатель в Европе и СНГ. Цены на продукты питания (в том числе, контролируемые государством) за 2011 год выросли в среднем на 125 %, на непродовольственные товары — на 112 %, на услуги — на 64,9 %, на пассажирские перевозки — на 105,6 %. К ноябрю ставки по потребительским кредитам выросли до 120 % годовых. При этом зарплата в долларовом эквиваленте упала с 500 долларов до 170—220 долларов, то есть ниже уровня Кыргызстана, Молдавии, Армении, Украины и Азербайджана (по другим данным, до 260 долларов). Уровень доходов населения упал примерно до уровня 2005 года. Впервые за долгое время в стране начались забастовки рабочих различных отраслей экономики и переход рабочих из государственных профсоюзов в независимые (см. #Рабочее движение).
Ряд высокопоставленных чиновников (в частности, президент Александр Лукашенко, премьер-министр Михаил Мясникович, вице-премьер Анатолий Тозик) отрицали существование какого-либо кризиса, признавая лишь существование некоторых проблем. Кроме того, в органах государственного управления существуют разногласия по вопросу о путях вывода страны из кризиса (см. #Проблема выбора стратегии развития на 2012 год).

## Хроника

### Хроника событий 2011 года

#### Январь
- - Инфляция за месяц — 1,4 %[11].
- 10 января. Золотовалютные резервы Беларуси уменьшились до 5 миллиардов долларов[12].
- 12 января. Сбор с покупателей валюты на Белорусской валютно-фондовой бирже увеличен с 0,0095 % до 2 % (в 210 раз)[13].
- 25 января. В Минске начала работу миссия МВФ для корректировки макроэкономического прогноза[14].
- 27 января. В Беларусь поступили средства от размещения еврооблигаций на сумму 800 млн долларов, проценты по которым будут погашаться дважды в год до 2018 года[15].
- 31 января. По состоянию на 1 января 2011 года государственный долг Беларуси составил более 12,7 млрд долларов (в национальном эквиваленте — более 38,3 трлн рублей). Таким образом, за год госдолг увеличился на 25,9 %[16].

#### Февраль
- - Инфляция за месяц — 2,7 %[17].

#### Март
- - За месяц физические лица купили у банков валюты более чем на $700 млн больше, чем продали.
  - Золотовалютные резервы Нацбанка снизились примерно на $260 млн.
  - Инфляция за март составила 1,9 %.
- 10 марта. МВФ призвал правительство Беларуси ужесточить монетарную политику[18].
- 15 марта. Standard & Poor’s понизило долгосрочный рейтинг РБ по обязательствам: с «В+» до «В» в иностранной валюте и с «ВB» до «В+» в белорусских рублях[19]. Нацбанк в официальном пресс-релизе заявил, что девальвация не планируется и проводиться не будет, а у государства достаточно средств, чтобы справиться с финансовыми трудностями[20].
- 16 марта. Министр финансов России Алексей Кудрин, находясь в Минске 15 марта заявил, что у Беларуси достаточно возможностей избегать дефолтов[21].
- 17 марта. Глава Нацбанка Пётр Прокопович дал обещание не проводить девальвацию рубля (см. ниже).
- 22 марта:
  - Нацбанк прекратил продавать банкам валюту для реализации в обменных пунктах[22].
  - Введена приоритетность заявок на покупку валюты на Белорусской валютно-фондовой бирже[23].
- 23 марта. Правительство Беларуси утвердило план приватизации на 2011—2013 годы.[24]
- 29 марта. Коридор допустимых отклонений курса в обменных пунктах и на межбанковском рынке увеличен с 2 % до 10 %[25].
- 31 марта. Нацбанк заявил о введении моратория на изменения в кредитно-денежной политике[26].

#### Апрель
- - Формирование постоянного дефицита валюты. Появление многодневных очередей у обменных пунктов.
  - Ажиотажный спрос населения на сахар и растительное масло.
  - Начал работу сайт prokopovi.ch по заключению сделок на чёрном рынке валюты.
  - Золотовалютные резервы Нацбанка незначительно выросли — примерно на $30 млн.
  - Инфляция в апреле составила 4,5 %[27].
- 1 апреля:
  - Сформирован рынок льготного (приоритетного) обеспечения валютой импортёров медикаментов и энергоносителей по официальному курсу за счёт валюты, поступающей на биржу в результате обязательной передачи 30 % экспортной выручки предприятиями.
  - Беларусь сокращает расходы бюджета и планирует уменьшить уровень дефицита бюджета до 1,5 % к ВВП. Об этом сообщил журналистам заместитель премьер-министра Беларуси Сергей Румас[28].
- 3 апреля. Александр Лукашенко заявил, что причиной нехватки валюты стал «ажиотаж с автомобилями»[29].
- 6 апреля. ЕврАзЭС начал рассмотрение заявки Беларуси о предоставлении крупного кредита.
- 8 апреля:
  - Нацбанк обязал обменные пункты продавать всю имеющуюся у них валюту, поступающую в результате продажи денег населением[30].
- 12 апреля. В I квартале 2011 года ВВП Беларуси вырос на 10,9 % в годовом исчислении[31].
- 13 апреля. Стало известно о том, что Петру Прокоповичу была сделана операция на сердце[32].
- 15 апреля:
  - Нацбанк приостановил реализацию слитков драгоценных металлов населению за белорусские рубли[33].
  - Объём наличных денег в обращении (денежный агрегат M0[! 1]) в январе-марте 2011 г. увеличился на 1,8 % до 4,575 трлн рублей. За 2010 год прирост широкой денежной массы составил 31,9 % против 23,1 % за 2009 год[34].
- 16 апреля:
  - Нацбанк ввёл свободное курсообразование на межбанковском рынке валюты, однако негласно рекомендовал ограничить максимальный курс 4500 рублей за доллар[35].
  - Александр Лукашенко пообещал нормализовать ситуацию на валютном рынке в течение нескольких дней или недели[36].
- 20 апреля. Ставка рефинансирования была повышена до 13 %[37].
- 21 апреля. Александр Лукашенко обратился с ежегодным посланием к белорусскому народу и парламенту.
- 28 апреля:
  - Председатель Белстата заявил, что 600 000 рабочих реального сектора экономики приостановили производственную деятельность[38].
  - Сняты ограничения на продажу валюты на межбанковском рынке валюты[39].

#### Май
- - Ажиотажный спрос населения на потребительские товары в ожидании роста цен.
  - Быстрый рост цен. Дефицит отдельных видов товаров.
  - Инфляция в мае составила 13,1 %.
- 6 мая. Нацбанк расширил коридор колебаний курса белорусского рубля к корзине валют с 8 % до 12 %[40].
- 10 мая:
  - До 83 позиций сужен перечень наименований и видов медикаментов, для импорта которых валюта отпускается в льготном режиме[41].
  - Дефицит торгового баланса в I квартале 2011 года составил 2,35 млрд долларов[42].
- 11 мая:
  - Алексей Кудрин заявил, что кредит Беларуси будет предоставлен не из российского бюджета, а из фондов ЕврАзЭС[43].
  - Нацбанк ввёл свободное курсообразование на межбанковском рынке валюты, однако негласно рекомендовал банкам ограничить максимальный курс 4000 рублей за доллар[44].
- 12 мая. Александр Лукашенко пообещал нормализовать ситуацию на валютном рынке в течение двух месяцев.
- 13 мая. Из-за активной денежной эмиссии Нацбанка количество наличных рублей в обращении(денежный агрегат M0) выросло примерно на 1 триллион за апрель или на 21,3 % за месяц[45].
- 16 мая. В соответствии с негласной рекомендацией Нацбанка курс доллара в обменных пунктах был увеличен до 4500 рублей[46].
- 17 мая. Александр Лукашенко объявил о готовности России предоставить Беларуси кредит на $6 млрд. Подтверждения из Кремля не последовало[47].
- 18 мая. Ставка рефинансирования повышена до 14 %[48].
- 19 мая. Александр Лукашенко встретился с премьер-министром России В. Путиным. Каких- либо подробностей о том, что они обсуждали не сообщается[49].
- 20 мая. Михаил Мясникович объявил о начале двухэтапной стабилизации курса рубля и о скором принятии антикризисного пакета мер[50].
- 23 мая. Нацбанк объявил о девальвации белорусского рубля с 24 мая и вернул курс в обменных пунктах и на внебиржевом рынке в рамки двухпроцентного коридора (см. ниже).
- 24 мая. Цены на бензин выросли в среднем на 20 %[51].
- 27 мая:
  - Александр Лукашенко приказал остановить рост цен, а также возложил вину за кризис потребительских товаров на жителей Беларуси и зарубежные СМИ[52][53].
  - Министерство экономики повысило отпускные цены на сахар на 40 %[54].
- 30 мая. С 1 июня ставка рефинансирования увеличена до 16 %[55].

#### Июнь
- - Курс на чёрном рынке стабилизировался на уровне 6100—6300 рублей за доллар (примерно на 25 % выше официального курса Нацбанка).
  - Инфляция за месяц — 8,6 %[56].
- 1 июня. Беларусь направила официальный запрос в МВФ о предоставлении кредита на сумму от 3,5 до 8 млрд долларов[57].
- 4 июня. Антикризисный фонд ЕврАзЭС принял решение о выделении Беларуси кредита суммой в $3 млрд под 4,1 % в год при условии приватизации активов на сумму $7,5 млрд[58].
- 7 июня:
  - Цены на бензин на АЗС выросли в среднем на 30 %[59].
  - Стало известно о повышении цен на сигареты в среднем на 30—60 %[60].
  - В Минске автомобилисты провели акцию «Стоп-бензин» против повышения цен[61].
- 8 июня. Александр Лукашенко распорядился снизить цену на бензин ниже $1[62].
- 11 июня:
  - Установлены ограничения на вывоз бензина физическими лицами[63].
  - На вывоз физическими лицами целого перечня производимых в Беларуси товаров установлены экспортные пошлины в размере двукратной цены товара; вывоз физическими лицами ряда товаров запрещён (см. ниже).
- 13 июня. Миссия МВФ в Беларуси рекомендовала полностью отпустить курс белорусского рубля[64].
- 15 июня:
  - Александр Лукашенко сообщил, что льготы останутся у многодетных семей и «служивых людей», но будут полностью отменены в Минске. В тот же день в Минске прекращена выдача льготных кредитов на жильё[65][66].
  - Александр Лукашенко потребовал лишить бесплатного медицинского обслуживания граждан, выезжающих на заработки за границу, и многократно увеличить оплату за жилищно-эксплуатационные услуги их семьям[67].
- 16 июня. Стало известно, что всем независимым СМИ отказано в аккредитации на первую за долгое время пресс-конференцию Александра Лукашенко[68].
- 17 июня. Пресс-конференция Александра Лукашенко[69].
- 21 июня. Беларусь получила 800 млн долларов из Антикризисного фонда ЕврАзЭС[70].
- 24 июня. Министр финансов Андрей Харковец, отвечая на вопросы журналистов, заявил, что для поддержания нынешнего курса белорусского рубля требуются дополнительные валютные затраты[71].
- 26 июня. На 0,7—90 % были повышены цены на сигареты[72].
- 28 июня. Белстат опубликовал новые данные торгового баланса за январь-май, которые свидетельствуют о росте отрицательного сальдо внешней торговли с -$2,74 млрд до -$3,87 млрд по сравнению с аналогичным периодом прошлого года[73]. При этом темп роста отрицательного сальдо существенно замедлился и за апрель-май составил -$117 млн против -$720 млн за март-апрель[74]
- 30 июня:
  - После показа 28 июня на московском телеканале НТВ фильма «Белорусское чудо», по мнению обозревателей, между Кремлём и Минском началась новая информационная война[75].
  - Мингорисполком обязал каждый из районов Минска ежемесячно привлекать по 1,5 миллиона долларов по курсу Нацбанка от предприятий[76].
  - Первый вице-премьер Владимир Семашко заявил, что к концу года зарплата «повысится» (относительно нынешнего уровня) до 400 долларов[77].
  - Начата подготовка к приватизации БелАЗа[78].

#### Июль
- - Инфляция в июле — 3,5 %.
- 1 июля. Отменён таможенный контроль на белорусско-российской и российско-казахстанской границах[79].
- 4 июля. Александр Лукашенко заявил, что он удивлён заявлениями российской стороны о субсидировании Беларуси[80].
- 6 июля. Вице-премьер Сергей Румас на встрече с рабочими МАЗа пообещал решить ситуацию на валютном рынке в третьем квартале[81].
- 12 июля. Первый вице-премьер Владимир Семашко назвал «предвыборное» повышение зарплат одной из причин кризиса[82].
- 13 июля. Ставка рефинансирования повышается до 20 %[83].
- 14 июля:
  - Министерство экономики заявило о прекращении политики «замораживания» цен на социально значимые товары[84].
  - Стало известно, что за июнь в результате непрекращающейся эмиссии Нацбанка объём денежной массы вырос ещё на 490 миллиардов рублей (около 8,5 %)[85].
- 27 июля. Новым руководителем Нацбанка была назначена Надежда Ермакова[86].

#### Август
- - Инфляция за август выросла на 8,9 %[87].
- 6 августа. Стало известно о привлечении кредита на $2 млрд долларов под залог 35 % акций ОАО Беларуськалий[88].
- 17 августа. Ставка рефинансирования увеличена до 22 %.
- 18 августа. Генеральный директор «Беларуськалия» сообщил, что сделка о привлечении двухмиллиардного кредита под залог 35 % акций предприятия не состоится[89].
- 22 августа. Из-за начавшегося дефицита мяса в Минске начата разработка централизованного плана его завоза[90].
- 24 августа. Нацбанк рекомендовал коммерческим банкам прекратить продажу валюты в обменных пунктах на рынках и в торговых центрах[91]. Это было мотивировано необходимостью защиты популярных обменных пунктов от валютчиков и тем, что очереди в обменники в людных местах создают неудобства для окружающих[92].
- 25 августа. Евразийский банк развития распространил сообщение о том, что второй транш кредита ($400 млн.) может быть отложен из-за невыполнения правительством Беларуси взятых обязательств[93].
- 26 августа. С 27 августа будут отпущены цены на мясные полуфабрикаты на рынках и ярмарках[94].
- 30 августа:
  - Александр Лукашенко заявил об открытии дополнительной сессии на бирже с середины сентября для реализации валюты всем желающим, посоветовал населению не конвертировать рублёвые вклады, так как в ближайшее время доходность по рублёвым вкладам будет выше валютных, потребовал добиваться возврата валютной выручки в страну, объявил о необходимости прекращения денежной эмиссии и потребовал изымать сверхдоходы у бизнеса[95][96].
  - Стало известно о повышении с 1 сентября тарифов на жилищно-коммунальные услуги на 10-26 % (техобслуживание жилых домов, холодная вода, канализация, лифты)[97]

#### Сентябрь
- - Инфляция в сентябре: 13,6 %[98]
- 1 сентября:
  - Ставка рефинансирования увеличена с 22 % до 27 %[99].
  - Повышены акцизы на алкогольные напитки (в частности, +35,4 % на водку, +60,6 % на коньяк и бренди, +190 % на пиво с содержанием до 7 % спирта, +200 % на пиво с более 7 % спирта) и сигареты[100].
- 9 сентября. Заместитель председателя правления Нацбанка Тарас Надольный заявил, что официальный курс в 5000 рублей за доллар, который на 50-70 % ниже курса на чёрном рынке, «математически выверен и оправдан экономически», а также сообщил, что курс рубля после удовлетворения отложенного спроса будет поддерживаться именно на этом уровне[101].
- 14 сентября:
  - Белорусская валютно-фондовая биржа провела дополнительную торговую сессию, в ходе которой курс доллара был определён в 8600 рублей[102]. На итоговые котировки повлияло существенное превышение спроса на валюту над её предложением[103].
  - В некоторых обменных пунктах Минска появилась валюта по курсу, близкому к курсу дополнительной сессии БВФБ[104], разрешено свободное курсообразование.
  - Ставка рефинансирования увеличена с 27 % до 30 %[105].
  - Курс доллара на «чёрном» рынке оказался ниже рыночного на дополнительной сессии и вынужден резко повышаться вслед за повышением котировок в обменных пунктах[106][107].
- 16 сентября. По оперативным данным Нацбанка, в период 14 — 16 сентября объём запупки банками наличной валюты у населения значительно превышал объём её продажи[108].
- 20 сентября:
  - На 15-50 % повышены цены на сигареты[109].
  - На 10-20 % повышены максимальные отпускные цены на хлеб и хлебобулочные изделия, молоко и молочные продукты, говядину и свинину[110].
- 26 сентября. Кредитный рейтинг агентства S&P для Беларуси понижен на одну ступень с негативным прогнозом[111].

#### Октябрь
- - Инфляция в октябре: 8,2 %[112].
- 1 октября. Тарифная ставка первого разряда повышена на 28 %, до 151 тыс. рублей[113]. В обращении — 7,727 трлн бел. рублей[114].
- 4 октября:
  - Премьер-министр Михаил Мясникович пообещал проводить в 2012 году жёсткую денежно-кредитную политику, не прибегая к эмиссии белорусских рублей[115].
  - Министр экономики Николай Снопков признал необходимость устойчивого развития экономики на основе малого и среднего бизнеса и пообещал в дальнейшем сделать ставку именно на него[116].
- 6 октября:
  - В связи с двукратным превышением спроса над предложением на дополнительной сессии БВФБ Нацбанк начал проводить валютные интервенции для удержания курса доллара от резкого роста[117].
  - Подписан указ № 449 о регистрации паспортных данных физических лиц — покупателей валюты[118]. Указ был отменён только в мае 2017 года[119].
- 7 октября:
  - Пять высокорентабельных предприятий обязали перечислить в бюджет часть своей прибыли на общую сумму 1,257 трлн рублей (Постановление Совета министров Беларуси от 7 октября 2011 года № 1336[120])
- 11 октября. Александр Лукашенко заявил о возможности прихода в Беларусь «глобального кризиса, о котором сейчас так много говорят»[121], что было расценено независимыми СМИ как сигнал к возможному дальнейшему ухудшению экономической ситуации[122].
- 14 октября. Ставка рефинансирования повышена на 5 процентных пунктов, до 35 % годовых[123].
- 18 октября. Александр Лукашенко заявил, что нельзя «зажимать» рост цен, поскольку «дальше уже цены не могут так расти»[124].
- 20 октября:
  - Закрыта дополнительная сессия БВФБ и открыта единая сессия, в ходе неё будет осуществляться покупка и продажа иностранной валюты всеми субъектами валютных операций, в том числе обязательная продажа иностранной валюты. Приоритетные направления покупки иностранной валюты (для оплаты изделий медицинского назначения, природного газа и электроэнергии) отменяются. Курс покупки и продажи иностранной валюты на единой торговой сессии ОАО «Белорусская валютно-фондовая биржа» будет устанавливаться исходя из спроса и предложения. Национальный банк намерен проводить минимальные валютные интервенции.[125]. Президент Лукашенко прогнозирует снижение курса доллара, он заявил «Имейте в виду, что курс доллара такой не будет. Сейчас сведём обе сессии в одну буквально днями, и курс доллара этот рухнет.»[126].
  - Нацбанком анонсировано введение банкнот номиналом в 200 000 рублей и изъятие из обращения банкнот в 10 и 20 рублей[127].
  - Надежда Ермакова сообщила, что Нацбанк ожидает инфляцию в 2011 году на уровне 100 %, а в 2012 году — не более 20 %[128].
  - Надежда Ермакова также сообщила, что 74 % золотовалютных резервов Нацбанка (3,5 из 4,7 млрд долларов) — это долг перед банками по сделкам СВОП[129][130].
- 22 октября. Установлена (постановление Министерства экономики № 171 от 22 октября) предельная максимальная розничная цена на сахар-песок (расфасованный в потребительскую упаковку развесом от 500 граммов до 1 килограмма) — 7 тысяч бел.рублей за килограмм (+16,67 %)[131].
- 25 октября. Коммунальщики Борисова, получавшие от $70 до $200, провели успешную забастовку с требованием повышения заработной платы[132].
- 29 октября:
  - Александр Лукашенко заявил, что на 90 % кризис был спровоцирован извне[133].
  - Один из двух крупнейших мобильных операторов velcom повысил цены на свои услуги на 15 %[134].
- 31 октября. Введение новых правил таможенной деятельности привело к сокращению количества таможенных агентов более чем в 5 раз и к появлению растущих очередей на границах[135].

#### Ноябрь
- Инфляция за месяц: 8,1 %.
- 1 ноября:
  - Белорусские железные дороги повысила тарифы на международные пассажирские перевозки на 25—94 %, в результате чего стоимость проезда на самых популярных направлениях выросла более чем вдвое за пять месяцев[136].
  - Повышены тарифы на проезд в общественном транспорте в Минске (с 950 до 1300 рублей)[137], в Бресте, Гродно и Могилёве и соответствующих областях (везде — с 800 до 1100 рублей)[138][139][140].
  - В очередной раз повышаются акцизы на алкогольную и табачную продукцию[6].
- 4 ноября. Объявлено о понижении налога на прибыль с 24 % до 18 % с 2012 года[141].
- 8 ноября.
  - Премьер-министр Михаил Мясникович заявил, что инфляция в 2012 году не будет составлять более 19 %[142], а также сообщил, что в 2012 году на обслуживание внешнего долга будет потрачено $1,6 млрд.[143].
  - По подсчётам Министерства экономики, в зависимости от избранной макроэкономической модели курс доллара в 2012 году будет составлять от 9,3 до 22 тысяч рублей, инфляция — от 12 % до 218 %[144].
- 10 ноября. Ставка рефинансирования увеличивается до 40 %[145].
- 11 ноября. Нацбанк рекомендовал коммерческим банкам рассмотреть вопрос о сдерживании потребительского кредитования[146].
- 19 ноября. Оператор мобильной связи МТС объявил о повышении тарифов на услуги на большинстве тарифных планов на 15-20 %[147].
- 22 ноября. Александр Лукашенко потребовал обеспечить в 2012 году прирост ВВП в 5,5 %, а уровень инфляции — в 19-22 %[148].
- 24 ноября. Вице-премьер Анатолий Калинин заявил, что государством будет вновь проводиться политика централизованного регулирования цен на основные продукты питания и промышленные товары[149].
- 25 ноября. В Москве подписаны соглашения о поставках газа на 2012 год по $165,6 за тысячу кубометров[150]. Одновременно Газпром стал собственником 100 % Белтрансгаза, что предоставляет ему новые возможности в установлении цен[151].

#### Декабрь
- Инфляция за месяц: 2,3 %[152]
- Экономике Беларуси присвоен статус «гиперинфляционной»[153].
- С 12 декабря ставка рефинансирования 45 %.[154]
- 21 декабря. Вице-премьер Анатолий Калинин обосновал решение об отмене выходных дней после Нового года и о выходе на работу со 2 января 2012 года кризисом[155].

### Хроника событий 2012 года

#### Январь 2012
- 13 января. Стало известно о том, что Нацбанк возобновил печать рублей, чем увеличил широкую денежную массу на 6,8 % в декабре[156].
- 30 января. Telekom Austria, нынешний владелец мобильного оператора velcom, в ежегодном отчёте уценил стоимость компании на $300 млн из-за высокой инфляции[157].

#### Февраль 2012
- 8 февраля. Было объявлено о снижении ставки рефинансирования до 43 % с 15 февраля[158].

### Изменение курса доллара США в белорусских рублях
| Дата             | Нацбанк | Обменные пункты                                                       | Внебиржевой рынок                                                     | Чёрный рынок                | Другие страны и пересчёт доллара организациями                                                        |
| ---------------- | ------- | --------------------------------------------------------------------- | --------------------------------------------------------------------- | --------------------------- | --- |
| 1 января 2011    | 3000    | До 29 марта курс был ограничен 2%-ным отклонением от курса Нацбанка   | До 29 марта курс был ограничен 2%-ным отклонением от курса Нацбанка   |                             | |
| 1 февраля 2011   | 3015    | До 29 марта курс был ограничен 2%-ным отклонением от курса Нацбанка   | До 29 марта курс был ограничен 2%-ным отклонением от курса Нацбанка   |                             | |
| 1 марта 2011     | 3022    | До 29 марта курс был ограничен 2%-ным отклонением от курса Нацбанка   | До 29 марта курс был ограничен 2%-ным отклонением от курса Нацбанка   |                             | |
| 1 апреля 2011    | 3045    | До 11 мая курс был ограничен 10%-ным отклонением от курса Нацбанка    | До 16 апреля курс был ограничен 10%-ным отклонением от курса Нацбанка |                             | |
| 1 мая 2011       | 3013    | До 11 мая курс был ограничен 10%-ным отклонением от курса Нацбанка    | До 16 апреля курс был ограничен 10%-ным отклонением от курса Нацбанка |                             | |
| 4 мая 2011       | 3013    | До 11 мая курс был ограничен 10%-ным отклонением от курса Нацбанка    | 4500                                                                  | 4100—4300                   | |
| 11 мая 2011      | 3061    | 3950—4000                                                             |                                                                       |                             | |
| 16 мая 2011      | 3084    | 4480—4500                                                             | 6000                                                                  |                             | Розничные рынки: 4500—4800                                                                            |
| 17 мая 2011      | 3120    | 4480—4500                                                             | 7500                                                                  | 5000                        | Вильнюс, Citadele: 5000/8000 Латвия, Norvik banka: 2917/9731                                          |
| 18 мая 2011      | 3130    | 4480—4500                                                             | 7200—7600 (утро), 8000 (день)                                         | 6000                        | |
| 19 мая 2011      | 3130    | 4480—4500                                                             | 7500—8800                                                             | 5500                        | |
| 20 мая 2011      | 3145    | 4480—4500                                                             |                                                                       | 6000/6500—7500              | Citadele: 5300/6850                                                                                   |
| 23 мая 2011      | 3155    | 4480—4500                                                             | 6500 (утро)                                                           | 5000—5800                   | Розничная торговля: 8000—10000 (пересчёт) Citadele: 4640/5770                                         |
| 24 мая 2011      | 4930    | Курс ограничен 2%-ным отклонением от курса Нацбанка                   | Курс ограничен 2%-ным отклонением от курса Нацбанка                   | 5200—6000                   | |
| 25 мая 2011      | 4931    | Курс ограничен 2%-ным отклонением от курса Нацбанка                   | Курс ограничен 2%-ным отклонением от курса Нацбанка                   |                             | Norvik banka: 4634/19635 AS SEB banka: 3956/9152 Rietumu banka: отказ работать с белорусскими рублями |
| 30 мая 2011      | 4932    | Курс ограничен 2%-ным отклонением от курса Нацбанка                   | Курс ограничен 2%-ным отклонением от курса Нацбанка                   | 5700—6200                   | Обменные пункты в Вильнюсе: 6100—6390(продажа)                                                        |
| 10 июня 2011     | 4961    | Курс ограничен 2%-ным отклонением от курса Нацбанка                   | Курс ограничен 2%-ным отклонением от курса Нацбанка                   | 6100—6300                   | 5500—6500 (пересчёт в интернет-магазинах)                                                             |
| 30 июня 2011     | 4964    | Курс ограничен 2%-ным отклонением от курса Нацбанка                   | Курс ограничен 2%-ным отклонением от курса Нацбанка                   | 6100—6300                   | |
| 28 июля 2011     | 4940    | Курс ограничен 2%-ным отклонением от курса Нацбанка                   | Курс ограничен 2%-ным отклонением от курса Нацбанка                   | 6350                        | |
| 8 августа 2011   | 4999    | Курс ограничен 2%-ным отклонением от курса Нацбанка                   | Курс ограничен 2%-ным отклонением от курса Нацбанка                   | 6800—7000                   | Обменные пункты в Литве: 6500/7500                                                                    |
| 15 августа 2011  | 5028    | Курс ограничен 2%-ным отклонением от курса Нацбанка                   | Курс ограничен 2%-ным отклонением от курса Нацбанка                   | 7500—7900                   | |
| 18 августа 2011  | 5015    | Курс ограничен 2%-ным отклонением от курса Нацбанка                   | Курс ограничен 2%-ным отклонением от курса Нацбанка                   | 7800—8100                   | |
| 23 августа 2011  | 5035    | Курс ограничен 2%-ным отклонением от курса Нацбанка                   | Курс ограничен 2%-ным отклонением от курса Нацбанка                   | ок. 8000                    | Теневой рынок безналичной валюты: ок. 9000                                                            |
| 26 августа 2011  | 5053    | Курс ограничен 2%-ным отклонением от курса Нацбанка                   | Курс ограничен 2%-ным отклонением от курса Нацбанка                   | 8300—8600                   | Citadele: 7530/8990                                                                                   |
| 1 сентября 2011  | 5107    | Курс ограничен 2%-ным отклонением от курса Нацбанка                   | Курс ограничен 2%-ным отклонением от курса Нацбанка                   | 8500—9000                   | Обменные пункты в Вильнюсе: 8200—8300/9200—9640 Пересчёт туроператорами: 10 000                       |
| 6 сентября 2011  | 5186    | Курс ограничен 2%-ным отклонением от курса Нацбанка                   | Курс ограничен 2%-ным отклонением от курса Нацбанка                   | 8600, снижается             | Citadele: 9400(продажа) Norvik banka: ок.14900(продажа); Москва, «Эсидбанк»: 7357/14773               |
| 12 сентября 2011 | 5271    | Курс ограничен 2%-ным отклонением от курса Нацбанка                   | Курс ограничен 2%-ным отклонением от курса Нацбанка                   | ок.7500                     | Citadele: 7300/7700                                                                                   |
| 12 сентября 2011 | 5271    | Курсы в обменных пунктах                                              | Доп. сессия БВФБ                                                      | ок.7500                     | Citadele: 7300/7700                                                                                   |
| 14 сентября 2011 | 5347    | Технобанк: 7850/8600 Белсвиссбанк: 8200/8700 Дельта Банк: 8000/10 000 | 8600                                                                  | 7000-8900, резкое повышение | Citadele: 7600/8900(днём) 7650/9200(вечером)                                                          |
| 16 сентября 2011 | 5375    | Технобанк: 8200/8800 Белсвиссбанк: 8100/8800 Дельта Банк: 8300/8800   | 8480                                                                  |                             | |
| 19 сентября 2011 | 5375    | Белсвиссбанк: 7800/8400 Белинвестбанк: 7800/8300 Приорбанк: 7800/8400 | 8460                                                                  |                             | |
| 27 сентября 2011 | 5584    | до 7650/от 7700                                                       | 7760                                                                  | снижение активности         | |
| 4 октября 2011   | 5748    | до 7580/от 7640                                                       | 7650                                                                  |                             | |
| 7 октября 2011   | 5758    | до 7850/от 7900                                                       | 7920                                                                  |                             | |
| 11 октября 2011  | 5758    | до 8280/от 8150                                                       | 8220                                                                  |                             | |
| 13 октября 2011  | 5765    | до 9000/от 9050                                                       | 9010                                                                  |                             | |
| 19 октября 2011  | 5712    | до 8400/от 8600                                                       | 8790                                                                  |                             | |
| 20 октября 2011  | 5712    | до 8260/от 8550                                                       | Единая сессия БВФБ                                                    |                             | |
| 20 октября 2011  | 5712    | до 8260/от 8550                                                       | 8680                                                                  |                             | |
| 21 октября 2011  | 8680    | до 8460/от 8550                                                       | 8660                                                                  |                             | |
| 26 октября 2011  | 8520    | до 8510/от 8640                                                       | 8510                                                                  |                             | |
| 28 октября 2011  | 8540    |                                                                       | 8500                                                                  |                             | |
| 2 ноября 2011    | 8530    | до 8450/от 8580                                                       | 8580                                                                  |                             | |
| 4 ноября 2011    | 8650    | до 8680/от 8700                                                       | 8750                                                                  |                             | |
| 8 ноября 2011    | 8750    | до 8650/от 8730                                                       | 8700                                                                  |                             | |
| 29 ноября 2011   | 8640    | до 8610/от 8650                                                       | 8600                                                                  |                             | |
| 15 декабря 2011  | 8450    | до 8400/от 8450                                                       | 8450                                                                  |                             | |
| 13 января 2012   | 8400    | до 8470/от 8440                                                       | 8400                                                                  |                             | |
| 2 февраля 2012   | 8380    | до 8320/от 8360                                                       | 8410                                                                  |                             | |
| 2 марта 2012     | 8230    |                                                                       |                                                                       |                             | |

1. ↑  ШДМ — широкая денежная масса, денежный агрегат M0 — объём наличных денег в обращении, денежный агрегат M1 — активная рублевая денежная масса (включает наличные деньги и текущие рублевые вклады в банках)
2. 1 2  Ограничение по устной рекомендации Нацбанка
3. ↑  Ежедневно этот курс устанавливается Нацбанком в качестве официального на следующий день

## Девальвация белорусского рубля

### Майская девальвация
В начале 2011 года глава Нацбанка Пётр Прокопович неоднократно заявлял о том, что девальвация в Беларуси не планируется, курс белорусского рубля по отношению к корзине валют удержится в восьмипроцентном коридоре, а показатели, утверждённые в Основных направлениях денежно-кредитной политики Беларуси, не будут нарушаться.
Пока я являюсь председателем правления Нацбанка, никакой разовой одномоментной девальвации никогда не будет. У нас достаточно опыта, который мы накопили за 15 лет, и этот опыт говорит о том, что это плохое решение для белорусов. Раз плохое решение, мы его выполнять не будем <...> Даже девальвации в 5% у нас никогда не будет (17 марта 2011)
23 мая 2011 года постановлением правления Национального банка Республики Беларусь № 188 курс белорусского рубля был повторно девальвирован до Br4930 за доллар США, то есть примерно на 56 %, начиная со следующего дня. Также курс евро был установлен на уровне Br6914,82, российского рубля — Br173,95. Также с 24 мая был восстановлен двухпроцентный коридор колебаний курсов в обменных пунктах и на внебиржевом рынке валюты.
Курсы на 24 мая изменились следующим образом (в скобках для сравнения — на 23 мая):
- 1 доллар США — 4930,00 (3155,00)
- 1 евро — 6914,82 (4516,00)
- 1 российский рубль — 173,95 (113,02)
- 1 украинская гривна — 616,67 (394,97)

Юристы выражали сомнения в правомочности Нацбанка проводить девальвацию без отмены действующего постановления об Основных направлениях денежно-кредитной политики Беларуси и без согласования с другими ветвями власти, однако постановление № 188 было оформлено в соответствии с действующим законодательством. Кроме того, Нацбанк начал новый отсчёт коридора колебаний белорусского рубля по отношению к корзине валют с 24 мая.

### Октябрьская девальвация
14 сентября 2011 года валюта появилась в обменных пунктах по рыночному курсу (на 50-70 % выше официального). Одновременно Нацбанк почти ежедневно повышает курс доллара.
20 октября 2011 года вместо основной и дополнительной сессии торгов БВФБ была проведена единая сессия валютных торгов, по итогам которой Нацбанком был установлен новый официальный курс доллара. Он составил 8680 рублей на 21 октября против 5712 рублей днём ранее. Таким образом, произошла девальвация белорусского рубля на 52 %.

## Причины кризиса

### Экономические и финансовые индикаторы накануне кризиса
- Рост ВВП в 2010 году составил 7,6 % (в белорусских рублях), рост промышленного производства в 2010 году составил 11,3 %[216].
- Дефицит торгового баланса в 2010 году составил 7,42 млрд долларов (отрицательное сальдо внешней торговли товарами в 2010 году увеличилось до 9,64 млрд долларов против 7,26 млрд долларов в 2009 году)[217].
- По оценке МВФ, дефицит платёжного баланса текущих операций Беларуси в 2010 году составил около 16 % ВВП, что, по мнению миссии МВФ, было очень высоким показателем[218].
- Инфляция в 2010 году составила 9,9 %[216].
- Золотовалютные резервы в 2010 году снизились на 11 % и на 1 января 2011 года составили 5,03 млрд долларов[219].
- Дефицит бюджета в 2010 году составил 2,4 % ВВП[220].
- Валовой внешний долг Беларуси по состоянию на 1 октября 2010 года составлял 25,6 млрд долларов[218].

### Мнения
- Директор аналитического центра «Стратегия» Леонид Заико считает, что главной причиной кризиса стало директивное увеличение зарплат в последние годы, особенно перед президентскими выборами 2010 года, что привело к опережающему росту потребительского спроса по сравнению с производством и, как следствие, к превышению импорта над экспортом[221].
- По мнению декана экономического факультета БГУ Михаила Ковалёва, «глубоких причин для кризиса в экономике Беларуси нет». По его же мнению, рост отрицательного торгового сальдо достигался из-за повышения цен на энергоресурсы, а ещё одним фактором роста импорта стало желание покупать товары иностранного производства[222].
- Руководитель центра Мизеса Ярослав Романчук называет следующие четыре главных причины кризиса[223]:

1. быстрый рост задолженности предприятий, вызванный издержками административно-командного управления экономикой (в частности, требованиями обеспечения высокого роста ВВП);
2. неадекватная ставка рефинансирования, из-за чего предприятия получали кредиты по экономически необоснованной ставке ниже уровня инфляции;
3. быстрый рост дефицита бюджета, а также платёжного и торгового баланса;
4. неэффективная административно-командная система управления экономикой.

- Заместитель декана ФМЭиМП ВШЭ Андрей Суздальцев называет следующие причины кризиса[224]:

1. устаревшая система хозяйствования с большим удельным весом госсектора;
2. небольшие инвестиции в модернизацию производства;

1. непрекращающаяся эмиссия белорусского рубля Нацбанком;
2. отрицательное сальдо внешней торговли;
3. прекращение многолетних российских дотаций.

- Помощник президента РФ Аркадий Дворкович считает, что макроэкономическая ситуация в Беларуси осложнилась из-за принятия во время президентских выборов 2010 года «ряда решений, которые дестабилизировали в том числе и финансовую ситуацию»[225].
- Президент Беларуси Александр Лукашенко, придерживающийся мнения, что кризиса в стране нет, 17 июня заявил, что для удержания курса доллара на уровне 3100 рублей потребовалось бы 15 миллиардов долларов (золотовалютные резервы Беларуси в 3 раза меньше)[69]. 29 октября 2011 года он заявил, что «трудности в финансовой сфере … на 90 % были спровоцированы извне»[133].
- Д.э.н., профессор БГУ В. Ф. Байнев полагает, что причиной осложнений в социально-экономической сфере республики является её вхождение в мировой финансово-экономический кризис. Вместе с тем он отмечает, что «делается попытка финансово удушить белорусскую экономику с использованием временных трудностей в республике и нагнетания массового психоза среди населения через СМИ»[226].
- Первый вице-премьер Владимир Семашко назвал три причины кризиса[82]:

1. возросшая стоимость энергоносителей;
2. ошибочная монетарная политика Нацбанка;
3. резкий рост заработной платы в декабре 2010 года.

- Первый проректор Академии управления при Президенте Республики Беларусь, д.т. н., профессор Александр Ивановский полагает, что одной из главных причин кризиса является автомобильный ажиотаж, «вымывший» с валютного рынка страны $1 млрд. Он высказал мнение, что с 1 января страна подверглась массированному воздействию на общество, экономику и политическую систему с целью лишить Беларусь принадлежащей государству собственности[227].
- 11 ноября 2011 года президент России Дмитрий Медведев указал на отсутствие своевременных экономических реформ в Беларуси как на главную причину кризиса[228].

### Состояние экономики в начале 2011 года
По состоянию на 1 января 2011 года государственный долг Беларуси составил более 12,7 млрд долларов (в национальном эквиваленте — более 38,3 трлн рублей). В I квартале 2011 года ВВП Беларуси вырос на 10,9 % в годовом исчислении. Объём наличных денег в обращении (денежный агрегат M0) в январе-марте 2011 г. увеличился на 1,8 % до 4,575 трлн рублей. Председатель Белстата заявил, что 600 000 рабочих реального сектора экономики приостановили производственную
деятельность. Дефицит торгового баланса в I квартале 2011 года составил 2,35 млрд долларов.
По причине оттока депозитов из банковской системы, падения доверия населения к национальной валюте количество наличных рублей в обращении (денежный агрегат M0) выросло примерно на 1 триллион за апрель или на 21,3 % за месяц. 18 мая ставка рефинансирования повышена до 14 % (см. выше).
Прирост экономики в первом квартале 2011 г. обеспечен в условиях роста производительности труда на 10,6 %. Индекс потребительских цен за 4 месяца 2011 г. сложился на уровне 110,9 % к декабрю 2010 г. Рост индекса обусловлен преимущественно ростом цен на продовольственные товары (111,3 % к декабрю 2010 года).
В I квартале 2011 г. ухудшилась ситуация во внешней торговле товарами и услугами. Опережающие темпы роста импорта (161,8 %) по сравнению с экспортом товаров и услуг (141,9 %) привели к дальнейшему увеличению дефицита внешней торговли(17,6 % к ВВП). По сравнению с I кварталом 2010 года внешнеторговое сальдо ухудшилось на 1,822 млрд долларов США, за счет роста на 894 млн долларов отрицательного сальдо торговли нефтью, на 334 млн долларов США — газа, на 541 млн. — прочих промежуточных товаров и 308 млн долларов США — легковых автомобилей. Положительное сальдо в торговле нефтепродуктами в I квартале 2011 г. увеличилось на 530 млн долларов по сравнению с аналогичным периодом 2010 г.
На 1 апреля 2011 г. внешняя кредиторская задолженность превысила внешнюю дебиторскую задолженность на 1414,12 млрд рублей. Таким образом, на указанную сумму в экономику были привлечены дополнительные источники финансирования. По сравнению с январём-мартом 2010 года внешняя просроченная дебиторская задолженность возросла на 31,5 %. Номинальная начисленная среднемесячная заработная плата в республике в январе-марте 2011 г. увеличилась по сравнению с соответствующим периодом 2010 г. на 40,8 % и составила 1463,7 тыс. рублей, в бюджетном секторе экономики — на 59,1 % и составила 1290,6 тыс. рублей. Реальная заработная плата в январе-марте 2011 г. к соответствующему периоду 2010 г. увеличилась на 25,2 %.
Продолжается тенденция превышения темпов роста реальной заработной платы над темпами роста производительности труда. За январь-март 2011 г. темп роста производительности труда сложился ниже роста реальной заработной платы.

## Последствия

### Общие
Финансовый кризис привёл к падению уровня жизни. Средняя заработная плата в долларовом эквиваленте упала в 1,6 раза, с $500 до $312 (по официальным данным, с $530 до $330), а с учётом невозможности до сентября свободной покупки долларов легально — до $170–220 при расчёте по курсу чёрного рынка или курсу дополнительной сессии БВФБ. Отсутствие открытой позиции властей и их непродуманная непоследовательная экономическая политика инициировали взрывной спрос на различные потребительские товары, поскольку жители ожидают лавинного роста цен и дефицита товаров.
Из-за нехватки валюты частично или полностью парализована работа импортёров. Отсутствие единых курсов иностранных валют вынуждало предприятия сферы торговли формировать цену товаров с учётом рисков девальвации и дальнейшего ухудшения финансовой ситуации. Из-за недостаточных величин уставного фонда и собственного капитала, что было вызвано кризисом, три банка находятся под угрозой закрытия, а ещё одиннадцать — под угрозой отзыва лицензии на работу с вкладами физических лиц, в то время как всего в Беларуси насчитывается 31 банк. Просроченная дебиторская задолженность предприятий за первые месяцы 2011 года увеличилась более чем на 20 % до 8,9 трлн рублей ($1,78 млрд.).
Ряд компаний в сфере услуг, которые имели большие валютные обязательства, потерпели огромные убытки: мобильные операторы velcom и life:) по итогам второго квартала заявили о потерях в 37 и 150—200 миллионов долларов соответственно. ОАО «Лидское пиво» заявило о снижении операционной прибыли в исчислении в евро на 56,6 % несмотря на значительный рост продаж. О потерях, вызванных кризисом, сообщили также IT-компании.
Почти сразу же после объявления о девальвации «Белнефтехим», монополист в поставке бензина на внутренний рынок, повысил цены на отпускаемую продукцию в среднем на 20 %. По словам руководителя концерна, поставки топлива на внутренний рынок продолжают оставаться убыточными. Это стало третьим повышением цен на бензин за год. Всего с начала года бензин подорожал на 34—71 %. 26 мая одна из автозаправочных сетей приостановила продажу бензина АИ-92 из-за нехватки поставок с нефтеперерабатывающих заводов. 27 мая стало известно, что Мозырский и Новополоцкий НПЗ лоббируют новое повышение цен на бензин ещё на 20—30 % для уменьшения убытков от реализации топлива на внутреннем рынке. Наблюдается активный вывоз бензина из Беларуси жителями сопределяных стран, из-за дешевизны. Например разница в ценах с Литвой составляла 2-3 раза. Отмечается, что повышению рентабельности продажи бензина могло бы содействовать снижение акцизов и налогов, что, однако, невыгодно правительству. 6 июня представители НПЗ заявили о том, что справедливая цена на бензин на АЗС — ок. 5000 рублей ($1) за литр. В ночь на 7 июня цены на бензин были повышены на 30 %; АИ-92, АИ-95 и дизтопливо стали стоить больше $1. Уже вечером 7 июня автомобилисты провели акцию «Стоп-бензин», парализовав движение по проспекту Независимости в Минске. На следующий день Александр Лукашенко распорядился снизить цены на топливо ниже $1 и пообещал, что дальнейший рост будет привязан к курсу доллара.
6 июня через сеть идеологических структур на предприятиях Минска стала распространяться информация о скорой замене ФРС США существующих долларов на деньги нового образца. СМИ видят в этих слухах попытку заставить население сдавать наличные доллары в обменные пункты, где их нет. 10 июня Александр Лукашенко заявил: «только в Беларуси наши умные белорусы, „свядомыя“ или с их подачи хватают эти бумажки долларовые. Вы прекрасно понимаете, что сегодня идет колоссальнейшая накачка долларами мировой экономики, что может привести к ещё одному обвалу этой экономики. Мы это все знаем».
11 июня были установлены ограничения для физических лиц на вывоз бензина и ряда товаров белорусского производства, а товары из специального списка было запрещено вывозить вовсе. В список товаров, запрещённых к вывозу физическими лицами, попали холодильники, газовые плиты, цемент, синтетические моющие средства, крупы и макароны.
| Нормы вывоза товаров физическими лицами, сверх которых накладываются пошлины | Нормы вывоза товаров физическими лицами, сверх которых накладываются пошлины |
| Товар                                                                        | Допустимое кол-во                                                            |
| ---------------------------------------------------------------------------- | ---------------------------------------------------------------------------- |
| Свинина                                                                      | 2 кг                                                                         |
| Мясо птицы                                                                   | 2 кг                                                                         |
| Сахар                                                                        | 2 кг                                                                         |
| Мука                                                                         | 2 кг                                                                         |
| Сыр сычужный                                                                 | 2 кг                                                                         |
| Масло животное                                                               | 1 кг                                                                         |
| Табачные изделия белорусского производства                                   | 2 пачки                                                                      |
| Мясные консервы                                                              | 5 банок                                                                      |
| Молочные консервы                                                            | 5 банок                                                                      |

Экспортная пошлина ($415,8 за 1 тонну или $0,41 за 1 литр) также была введена на бензин, вывозимый физическими лицами более одного раза в течение пяти суток., а с 25 ноября 2011 года один раз в восемь суток. Кроме того, продажа топлива грузовым автомобилям на АЗС была ограничена 200 литрами. По словам секретаря Совета безопасности Беларуси Леонида Мальцева, подобные меры являются «общемировой практикой».
15 июня Мингорисполком отменил практику предоставления льготных кредитов на строительство жилья. В то же время, Александр Лукашенко заявил, что льготы на строительство жилья сохранятся для многодетных семей, а также их получат «служивые люди, там милиция, армия и прочие — тех, кто на государственных постах». Тем не менее, количество льготных строек должно сократиться на треть только за 2011 год. 17 июня Александр Лукашенко потребовал пресечь выезд людей из Беларуси на заработки (прежде всего, на строительство), пригрозив увеличить коммунальные платежи для оставшейся в Беларуси семьи в четыре раза и лишить его бесплатного медицинского обслуживания. Претворение этого указания в жизнь может отрицательно сказаться на благосостоянии, по некоторым оценкам, 0,7 — 1 миллион белорусов, находящихся на заработках в России, и их семей. К октябрю 2011 года строительная отрасль оказалась на грани коллапса.
За 2011 год в 2,6 раза выросло количество неплательщиков по кредитам, что связывается именно с ухудшением экономической обстановки и невозможностью их выплаты вследствие падения уровня жизни. К ноябрю ставки по потребительским кредитам выросли до 120 %.

### Последствия девальвации
Средняя зарплата в Беларуси в долларовом эквиваленте по курсу Нацбанка снизилась с $500 до $312 за один день. В Министерстве экономики сообщили о том, что работникам бюджетной сферы будут выплачиваться разовые компенсации, в то время как тарифная ставка первого разряда, по которой рассчитывается заработная плата, останется на прежнем уровне, чтобы «не разорвать доходы низкооплачиваемых и высокооплачиваемых людей». В министерстве экономики также сообщили, что другой причиной отказа от повышения зарплаты является опасность дальнейшего увеличения объёма денежной массы. 26 мая были повышены пенсии, но только на 80 500 рублей (около $16 по курсу на 27 мая). Индексация зарплат в мае составит лишь 60 000 рублей (около $12 по курсу на 27 мая). При этом в министерстве экономики сообщили, что индексация не коснётся рабочих крупных государственных предприятий, решение о повышении зарплаты которых должна будет принимать администрация предприятия. Вклады граждан Беларуси в рублях обесценились на миллиард долларов.

### Повышение цен и дефицит товаров
Общая инфляция: 108,7%.

Продукты питания: +125%, в т. ч.:

Крупы: +102,4%

Колбасные изделия и копчёности: +117,3%

Масло животное: +118,3%

Сахар: +135,1%

Чай: +141,%

Яйца: +146,1%

Фрукты: +148,8%

Кондитерские изделия: +154,3%

Мясо и птица: +155,5%

Растительное масло: +157%

Рыба и морепродукты: +165,0%

Рыбные консервы: +185,9%

Алкогольные напитки: +132,2%

Табачные изделия: +128,2%

Непродовольственные товары: +112%

Услуги: +64,9%, в т. ч.:

Газоснабжение: +88,1%

Туристические услуги: +160,8%

Пассажирские перевозки: +105,6%, в т. ч.:

Городской транспорт: +83,9%

Авиаперевозки: +162,1%

Международные ж/д перевозки: +195,1%
В результате кризиса цены на многие продукты значительно выросли. Тем не менее, цены на многие товары продолжают прямо или косвенно контролироваться государством. Из-за роста цен в магазинах начали выстраиваться очереди за некондиционными продуктами, которые стоят дешевле свежих.
26 мая было объявлено о 10%-ном повышении цен на водку. 27 мая Александр Лукашенко потребовал «жесточайше пресекать» рост цен, но в тот же день министерство экономики повысило отпускные цены на сахар на 40 %. 7 июня стало известно о крупном директивном повышении цен на сигареты (на 30—60 %). 27 июня цены на сигареты выросли повторно, на 0,7—90 %. Также в Минске и других городах несколько раз повышались тарифы на проезд в общественном транспорте. С 20 сентября было произведено новое повышение цен на сигареты, на 15-50 %. В тот же день были вновь повышены максимальные отпускные цены на хлебобулочные и молочные изделия, свинину и говядину.
В конце мая в некоторых магазинах наблюдался дефицит сигарет, а в гипермаркетах Гомеля в течение нескольких дней не было поваренной соли и свинины. Однако вскоре после того, как руководство страны потребовало обеспечить полные полки магазинов под угрозой отзыва лицензии у магазинов, дефицит в торговых сетях прекратился. 11 июня появились сообщения о дефиците кефира в связи с нерентабельностью его производства. Однако спустя два дня Министерство торговли объявило, что дефицита кефира в стране нет, а его нехватка была следствием временных трудностей с доставкой товара в магазины.
Ожидая дальнейшего роста цен, жители продолжили покупать товары с длительным сроком хранения — так, в Брестской области объём продажи соли за несколько дней превысил среднемесячную норму в 80 раз. Всего же цены на ряд товаров выросли в несколько раз.
В августе в Беларуси (прежде всего, в Минске) начался дефицит ряда мясопродуктов, вызванный скупкой сырого мяса российскими предпринимателями по более выгодным для производителей ценам. В результате, за август предельные отпускные цены на мясо повышались дважды — на 5 % и на 10 %, а с 27 августа запланировано введение свободного ценообразования на мясные полуфабрикаты на рынках и ярмарках.

### Рабочее движение
Впервые за долгое время в стране начались забастовки рабочих различных отраслей экономики. Весной 2011 года в Речице была проведена предупредительная забастовка работников пивзавода, летом в Слониме строители отказались выходить на работу из-за систематической задержки зарплаты, осенью в Борисове бастовали коммунальщики. В декабре 2011 года рабочие РУПП «Гранит» (Микашевичи, Брестская область) массово заявили о выходе из профсоюза, входящего в государственную ФПБ, и о создании ячейки независимого профсоюза. В феврале 2012 года рабочие Борисовского завода автотракторного электрооборудования (БАТЭ) провели предупредительную забастовку, добиваясь повышения зарплаты.
О готовности начать забастовку заявляли также предприниматели, работающие на Червенском рынке в Минске.

## Перспективы

### Торговый баланс и общие перспективы экономики
А. Лукашенко, 16.04.2011
А. Лукашенко, 12.05.2011
А. Лукашенко, 17.06.2011
А. Лукашенко, 25.08.2011
А. Лукашенко, 30.08.2011
Правительство ожидает, что девальвация приведёт к росту поступлений от экспорта из-за создания благоприятных условий для экспортёров. Президент Беларуси Александр Лукашенко 17 июня заявил, что 5 тысяч рублей за 1 доллар — это завышенный курс. Он отметил, что МВФ рекомендовал провести девальвацию национальной валюты на 25 %. Он также предупредил об опасности попасть в «ловушку», так как доллар сегодня «печатается день и ночь». Тем не менее, он позднее заявил, что политика индексации доходов, приводящая к увеличению объёма денежной массы и росту инфляции, будет продолжена.
За январь-май 2011 года отрицательное сальдо внешней торговли выросло с −2,74 млрд долларов до −3,87 млрд долларов по сравнению с аналогичным периодом прошлого года. При этом темп роста отрицательного сальдо существенно замедлился и за апрель-май составил −117 млн долларов против −720 млн долларов за март-апрель.
Эксперты считают, что во втором полугодии 2011 года может начаться массовое разорение бизнеса и перемещение капиталов за пределы страны. Тяжёлый удар кризис нанёс также по банкам, и почти все они находятся под угрозой закрытия.
По подсчётам Министерства экономики (озвучены 8 ноября), в зависимости от избранной макроэкономической модели курс доллара в 2012 году будет составлять от 9,3 до 22 тысяч рублей, инфляция — от 12 % до 218 %. Тогда же премьер-министр Михаил Мясникович сообщил, что в 2012 году на обслуживание внешнего долга будет потрачено $1,6 млрд.
Отдельные эксперты указывают на возможность дефолта белорусской экономики в 2012 году.

### Проблема выбора стратегии развития на 2012 год
В начале ноября 2011 года Министерством экономики и другими участниками правительства был разработан ряд предложений по изменению курса социально-экономического развития на 2012 год. Были озвучены следующие предложения:
- выход на положительное сальдо внешней торговли;
- импорто-замещение с помощью местных производителей;
- ограничение деятельности импортёров;
- сокращение эмиссионного кредитования экономики, сокращение финансирования госпрограмм (ориентировочно в три раза) и проведение жёсткой налоговой и кредитно-денежной политики;
- «выселение» иностранных коммерческих банков за пределы экономики страны;
- национализация местных коммерческих банков, с целью превратить ранее прибыльную деятельность в социальную.
- активизация привлечения иностранных инвестиций (план — $4 миллиарда);
- приватизация малоэффективных предприятий;
- в перспективе во время кризиса снижать ставку рефинансирования, а не повышать, как это делается ранее.
- отказ от регулирования курса белорусского рубля за исключением резких скачков;
- рост золотовалютных резервов на $5 миллиардов, то есть вдвое;
- отказ от приоритета роста ВВП перед остальными макроэкономическими показателями;
- удерживание инфляции на уровне 19 %[291][292][293].

Предложенный план был принят, хотя помощник Лукашенко по экономическим вопросам Сергей Ткачёв выступал против резкого урезания финансирования госпрограмм. Были также озвучены возможные прогнозы развития, в соответствии с которыми в зависимости от выбранного курса развития курс доллара в 2012 году будет составлять от 9,3 до 22 тысяч рублей, инфляция — от 12 % до 218 %.
Независимыми обозревателями данный план был раскритикован как «оптимистичный», но неосуществимый без структурных реформ.
В то же время, данные предложения были подвергнуты резкой критике Александром Лукашенко как слишком «рыночные», раскритиковав попытку ориентации на рыночные механизмы управления экономикой. От правительства Лукашенко потребовал исполнения решений IV Всебелорусского народного собрания (органа, не предусмотренного Конституцией): «я попрошу вас придерживаться той политики, которая выработана на Всебелорусском народном собрании и президентом. Вы сформированы президентом под конкретную задачу». Также Александр Лукашенко потребовал от правительства, чтобы к 9 мая 2012 года трудности для населения были ликвидированы: «я терплю это до 1 января, а потом у вас останется срок до 1 мая, ну, до 9-го, до Дня Победы, и население совершенно по-иному должно оценивать политику в государстве». Александра Лукашенко поддержали руководитель прогосударственной Федерации профсоюзов Леонид Козик и посол России в Беларуси Александр Суриков, который охарактеризовал планы правительства как «гайдаровские».
По мнению политолога Валерия Карбалевича, — это попытка найти «козла отпущения» в связи с озвучиванием непопулярных мер. Позднее Мясникович, однако, заявил, что надеется «в целом выполнить программу социально-экономического развития, которая была принята четвёртым Всебелорусским народным собранием».
22 ноября 2011 года Александр Лукашенко дал поручение разработать новый план социально-экономического развития (заданные параметры — рост ВВП в 5-5,5 %, инфляция 19-22 %). Эксперты считают, что в случае продолжения погони за ростом ВВП и при отказе от структурных экономических реформ (план Лукашенко) инфляция в 2012 году может вновь составить примерно 100 %, а все положительные эффекты девальвации могут быть сведены на нет.

### Инфляция и денежные вклады
- начало года — 10,5%
- 16 марта — 12%
- 20 апреля — 13%
- 18 мая — 14%
- 30 мая — 16%
- 22 июня — 18%
- 13 июля — 20%
- 17 августа — 22%
- 1 сентября — 27%
- 14 сентября — 30%
- 14 октября — 35%
- 10 ноября — 40%
- 6 декабря — 45%
- 15 февраля — 43%

Ожидается резкое увеличение инфляции по сравнению с прогнозным показателем, который, по разным данным, составлял от 7,5 до 10 %. 26 мая Министерство экономики подтвердило информацию о 15%-ном повышении цен с 1 января по 1 июня без учёта 55%-ной девальвации. 27 мая годовой прогноз Минэкономики по инфляции был увеличен до 33—39 %, но только при условии, «если Нацбанк сохранит установленный коридор курса». При этом министр экономики Николай Снопков заявил, что уровень инфляции составит 33-34 % только за первое полугодие, а за январь-июнь по официальным данным уровень инфляции (см. выше) составил 36,2 %. 14 июля стало известно, что за июнь объём денежной массы из-за денежной эмиссии Нацбанка вырос ещё на 490 миллиардов (около 8,5 %), что может привести к новому витку инфляции. Эксперты РИА-Аналитика допускают возможность роста цен в 2011 году на 70—80 %.
Ожидается дальнейшее падение реальной стоимости вкладов в рублях, поскольку процентные ставки банков, несмотря на постоянное повышение, находятся на уровне более низком, чем официальный прогнозируемый уровень инфляции (22-23 % против 33-39 %). Эксперты также предсказывают серьёзные трудности с выплатой налога на прибыль предприятиями из-за распространения схемы, при которой объём выплачиваемых налогов привязан к показателям прошлого года. Из-за кризиса и девальвации многие предприятия потеряли значительную часть доходов, но вынуждены платить налоги в прежнем объёме. В Министерстве по налогам и сборам, однако, заявили, что такой порядок уплаты налогов был принят в ходе обсуждения с участием представителей бизнеса, поэтому «если бизнес-сообщество участвует в разработке, тогда пусть также несет ответственность». Председатель Белорусского союза предпринимателей, однако, сказал, что данная мера была принята в конце 2010 года, когда Пётр Прокопович обещал, что девальвации рубля не будет.
В Беларуси неоднократно повышалась ставка рефинансирования, в общей сложности почти вдвое — с 10,5 % в начале года до 40 % 10 ноября. Однако эксперты РИА-Аналитика считают, что для обеспечения привлекательности сбережений в национальной валюте и снижения инфляции ставку рефинансирования следует поднять в несколько раз, до 70-90 %.
В июне аналитики инвестиционного банка «Ренессанс Капитал» предсказывали, что при отказе от структурных экономических реформ белорусский рубль будет ожидать новая девальвация, примерно до 8000 рублей за доллар. Уже в августе курс доллара на чёрном рынке превзошёл этот прогноз.
Тем не менее, в стране существует большой отложенный спрос на валюту — по разным оценкам, до нескольких миллиардов долларов. Например, по данным Нацбанка, субъекты хозяйствования за январь-июнь (то есть, с учётом периода в январе-марте, когда валюта ещё свободно продавалась) приобрели валюты на $0,66 млрд вместо $2,83 млрд за аналогичный период прошлого года.

### Ожидаемые сферы дальнейшего роста цен
Ожидается также резкое повышение цен на образовательные услуги и повышение цен на коммунальные услуги примерно на 30 %. По оценке заместителя министра экономики Андрея Тура, из-за роста курса доллара к категории малообеспеченных людей может быть отнесено вдвое больше людей, чем раньше.
14 июля Министерство экономики заявило об отказе от дальнейшего замораживания цен на социально значимые товары. По словам представителя министерства, будет проводиться выравнивание цен с Россией и Казахстаном. Ожидается значительное увеличение цены пива в связи с планами правительства поднять ставку акциза в 4,6 раза (при этом акциз на водку будет поднят в 1,7 раза).
В связи с резким повышением цен на бумагу ожидается двух-трёхкратное повышение цен на книги и другую печатную продукцию.

### Перспективы введения российского рубля
Отдельные аналитики и Либерально-демократическая партия Беларуси считают, что переход на российский рубль в качестве единого платёжного средства поможет экономике Беларуси. По сведениям Белорусской деловой газеты, вопрос перехода Беларуси на российский рубль обсуждался во время визита Владимира Путина 19 мая. Однако 25 мая Александр Лукашенко выступил с критикой призыва министра иностранных дел России Сергея Лаврова к уважению прав и свобод человека в Беларуси, а белорусские СМИ сменили тональность своих репортажей, «главный посыл которых сводился к одному — самый страшный враг затаился на востоке». В тот же день Лукашенко заявил о готовности освободить политзаключённых — кандидатов в президенты на прошедших в 2010 году выборах и других участников акции протеста 19 декабря 2010 года. По мнению Павла Северинца, Лукашенко намерен торговать освобождением политзаключённых в обмен на кредиты из Европы, США и международных организаций.
В ноябре 2011 года Александр Лукашенко заявил о готовности перейти на российский рубль в качестве единой валюты расчётов внутри ЕврАзЭС, а министр промышленности и торговли и руководитель Евразийской экономической комиссии Виктор Христенко предположил, что страны ЕврАзЭС могут полностью перейти на российский рубль к 2015 году.

### Привлечение кредитов
Долгое время распространённым было мнение о том, что Беларусь получит стабилизационный кредит от России размером в $3 млрд долларов. Однако 11 мая Алексей Кудрин заявил, что кредит будет предоставлен не из российского бюджета, а из фондов ЕврАзЭС и не будет единовременным. Позднее стало известно, что условием кредита ЕврАзЭС является масштабная приватизация госсобственности ($7,5 млрд за три года), включая приватизацию на сумму в $3 млрд в 2011 году. Александр Лукашенко, в свою очередь, заявил, что названная сумма в 7,5 млрд долларов является неприемлемо высокой, а масштабной продажи госсобственности не будет, и подчеркнул: «Если они рассчитывают, что завтра мы столько начнем продавать, и за счет этого стабилизируем ситуацию в стране — этого не будет».
1 июня стало известно об официальном запросе Беларуси в МВФ по вопросу о предоставлении кредита. Премьер-министр Михаил Мясникович сообщил, что размер кредита будет составлять от 3,5 — 8 млрд долларов. 4 июня заявка Беларуси о предоставлении кредита была рассмотрена Антикризисным фондом ЕврАзЭС. Антикризисный фонд принял решение о выделении Беларуси нескольких траншей кредита общей суммой в $3 млрд под 4,1 % в год, с условием приватизации активов на сумму $7,5 млрд. 13 июня миссия МВФ рекомендовала полностью отпустить курс белорусского рубля. Независимые эксперты считают, однако, что у руководства Беларуси нет политической воли для выполнения условий МВФ. Кроме того, предыдущий кредит от МВФ Беларусь получила, но не выполнила все обязательства по реформированию экономики. Однако Александр Лукашенко заявил, что если МВФ откажется выдать кредит Беларуси, то это будет чисто политическим решением. 3 августа постоянный представитель МВФ заявила, что официальные переговоры с руководством Беларуси не ведутся, поскольку правительство и Нацбанк не представили «чёткий единый план по выходу из кризиса».
18 августа Беларусь отказалась от привлечения двухмиллиардного кредита под залог 35 % акций «Беларуськалия». Аналитик Леонид Заико предположил, что отказ вызван тем, что более выгодные условия представило другое заинтересованное лицо — например, Венесуэла, которая выводит до 40 млрд долларов из банков США. 25 августа Евразийский банк развития распространил сообщение о том, что второй транш кредита ($400 млн.) может быть отложен из-за невыполнения правительством Беларуси взятых обязательств.
На прошедшей 17 июня 2011 года без представителей независимых СМИ пресс-конференции Александр Лукашенко оценил стоимость структурных изменений в экономике Беларуси в один триллион долларов (при ВВП страны примерно в 53 миллиарда долларов). Также президентом было сделано заявление, что существующая социально-экономическая модель будет сохранена. Наконец, он пообещал, что кризис будет преодолён «в течение нескольких месяцев, даже без кредитов», а в ближайшее время Беларусь пополнит золотовалютные запасы на 10-12 миллиардов долларов, причём «это уже будут наши деньги, не кредиты».
По мнению экс-главы Нацбанка Станислава Богданкевича, при сохранении прежнего отрицательного сальдо торгового баланса и в случае отказа от структурных реформ, Беларуси будет требоваться 12 миллиардов долларов ежегодно для поддержания стабильной экономической ситуации. Министр финансов России Алексей Кудрин оценивает потребность Беларуси в 7,5 — 9 миллиардов долларов.
В сентябре Александр Лукашенко заявил, что Международный валютный фонд отказывается давать кредит Беларуси после освобождения политзаключённых, но в МВФ заявили, что они не уполномочены ставить политические условия для выдачи кредитов.

### Приватизация
В разное время в СМИ появлялись сообщения о готовности Беларуси продать несколько крупных активов:
- Беларуськалий (белорусская оценка — 30 млрд долларов[344]; возможные покупатели — Уралкалий, Индия, Китай);
- Белтрансгаз. (с 25 ноября 2011 года — 100 % акций собственность Газпрома; первые 50 % акций были приобретены в 2007 году[345]);
- СООО МТС (51 % — у государства[346]; белорусская оценка — 1 млрд долларов[347]; предполагаемый покупатель — МТС);
- БелАЗ[348];
- Гродно Азот[346];
- Мозырский нефтеперерабатывающий завод[346];
- Новополоцкий нефтеперерабатывающий завод[346];
- Минский автомобильный завод[346];
- «Интеграл» (микроэлектроника)[346];
- Бархим (бытовая химия)[349];
- Барановичский комбинат железобетонных конструкций[349];
- Брестский электромеханический завод[349];
- Белсантехмонтаж-2[349];
- Стройтрест № 8, Брест[349];
- ОАО Автомагистраль, Минск[349];
- ОАО Белгазстрой[349];
- ОАО Медпласт[349];
- ОАО Конфа[349];

## Акции протеста, вызванные кризисом
Следующие акции мы будем расценивать
как выпад не только против власти, но и народа.
- Вечером 7 июня автомобилисты провели акцию Стоп-бензин, парализовав движение по проспекту Независимости в Минске в знак протеста против очередного подорожания бензина[245]. На следующий день Александр Лукашенко распорядился снизить цены на топливо ниже $1 и пообещал, что дальнейший рост будет привязан к курсу доллара[246].
- 12 июня возле пограничного перехода Брузги (20 км от Гродно, граница с Польшей) началась стихийная акция протеста водителей, протестовавших против введения ограничений и запретов на вывоз товаров физическими лицами. Около 18:00 примерно 100 протестующих полностью перекрыли дорогу к КПП[350][351]. Около 20:00 прибывший на место событий спецназ разогнал протестующих слезоточивым газом[350][352]. Несколько десятков человек были задержаны[353]. Причиной акции протеста стали запретительные меры, которые особенно сильно ударили по жителям западных районов страны, многие из которых зарабатывали на жизнь на разнице цен между Беларусью и странами ЕС[350][352][353].
- 13 июня состоялась стихийная акция протеста на КПП «Варшавский мост» вблизи Бреста[354].
- 8 июня на Октябрьской площади в Минске и других городах Беларуси состоялась молчаливая акция протеста, организованная через «В Контакте»[355].
- Вторая подобная акция 15 июня была сорвана властями: в Минске площадь была оцеплена для проведения «подготовительных мероприятий к параду», а поблизости были собраны крупные силы милиции и спецслужб, милицейские автобусы и водомёт[356][357][358]; в Гродно под предлогом «открытия третьего трудового семестра учащейся молодежи» была занята Советская площадь[359]. В Борисове, Бресте, Витебске, Гомеле, Гродно и Солигорске произошли задержания людей, собравшихся на центральных площадях[360][361]. Молчаливые акции протеста прошли также в Барановичах, Бобруйске, Вилейке, Жодино, Лиде, Могилёве, Мозыре, Молодечно и Светлогорске (см. «карту народных гуляний» 15 июня[362]).
- Третья молчаливая акция прошла 22 июня и собрала несколько тысяч человек по всей Беларуси[363]. В крупных городах центральные площади были перекрыты; до 450 человек задержано[364].
- Четвёртая молчаливая акция прошла 29 июня в Минске и других местах Беларуси, есть задержаные. Белорусский Хельсинкский комитет говорит о 100 задержаных в Минске[365]. Задержания проводились лицами в штатском без документов и знаков различия.[366]
- Пятая молчаливая акция прошла в Беларуси 3 июля, в Минске задержано около 200 человек[367], в других регионах страны также есть задержанные[368].
- Шестая молчаливая акция прошла в Беларуси 6 июля, сообщения о задержанных по населённым пунктам 150 человек[369] 320 человек(в Минске более 185 человек)[370]
- Седьмая молчаливая акция прошла 13 июля, ок.100 задержаных
- Демократические активисты подавали заявки в местные органы власти на проведение акций протеста против роста цен, инфляции и снижения уровня жизни в Бресте, Гомеле и Могилёве, но все они были отклонены[371][372][373]. Всего в Бресте было запрещено семь пикетов против обнищания населения[374].

### Мнения
Как отметил белорусский кинорежиссёр Юрий Хащеватский, несмотря на демонстративную жестокость, властям не удаётся подавить акции протеста. Он также напомнил, что, по опросам белорусского Независимого института социально-экономических и политических исследований, около 70 % опрошенных граждан Беларуси обвиняет в кризисе в стране «тёплую политику перспективы» президента А. Г. Лукашенко.